# Fischerring

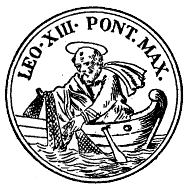
Fischerring Papst Leos XIII. (1810 – 1903)

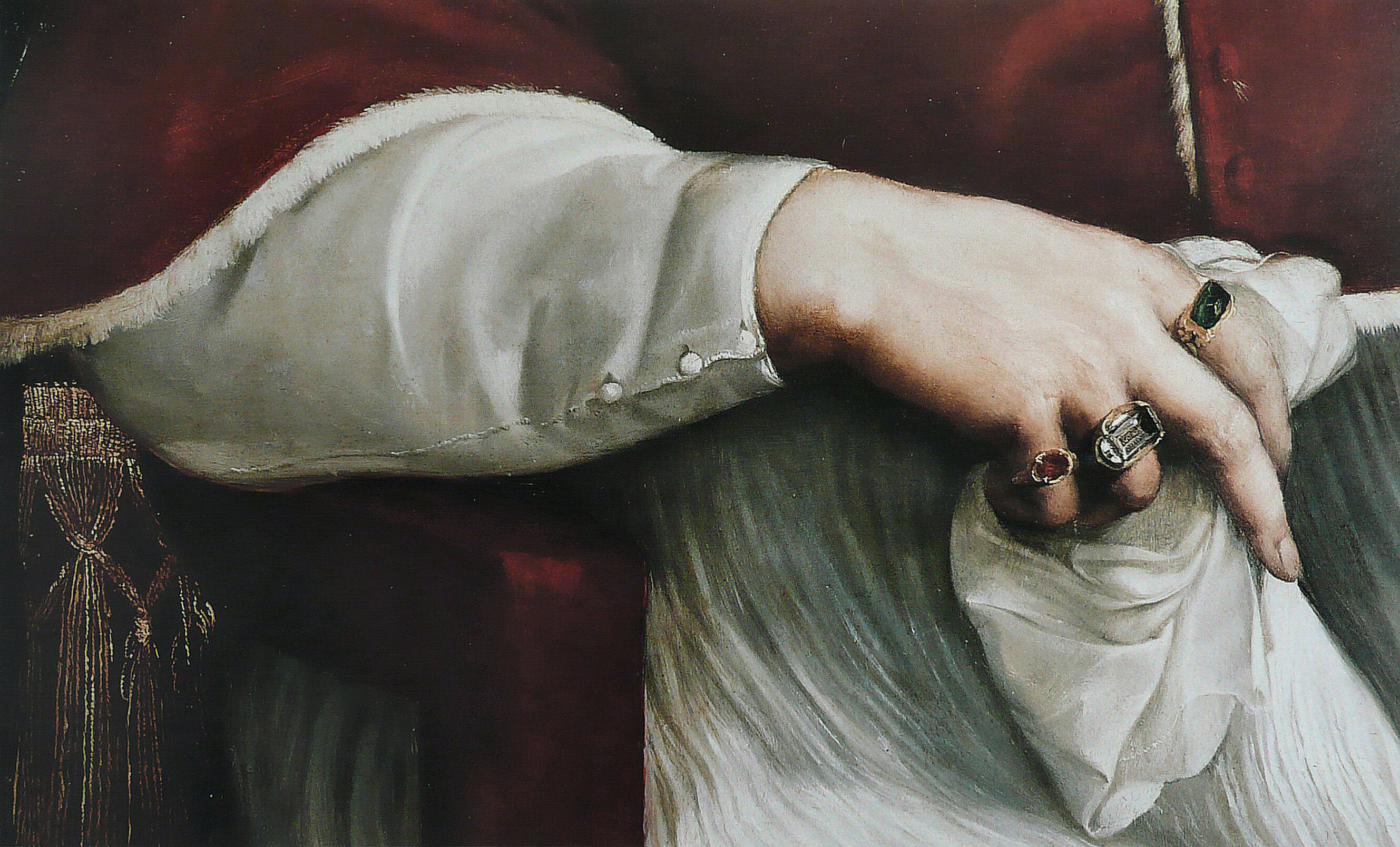
Fischerring Papst Julius’ II., Detail des Gemäldes von Raffael

Der Fischerring (lat.: anulus piscatoris) ist seit dem 14. Jahrhundert der Amtsring der Päpste. Auf der Ringplatte ist neben dem Namen des Papstes der Apostel Petrus dargestellt, der in einem Kahn stehend ein Fischernetz einzieht. Dies bezieht sich auf die Berufung Petri und seines Bruders Andreas zu „Menschenfischern“ (Mk 1,17 , Mt 4,19 , Lk 5,10 ).
Der Ring wurde bis 1843 als Siegelring zur Besiegelung bestimmter päpstlicher Schreiben verwendet. Früher wurde der Fischerring bereits vor der Krönung des Papstes diesem noch im Konklave vom Kardinal-Camerlengo überreicht. Seit 1978 wird er dem Papst zu seinem Pontifikatsantritt im Rahmen der feierlichen Papstmesse zur Amtseinführung zusammen mit dem Pallium überreicht. Nach dem Tod des Papstes wird der Fischerring bei der Generalkongregationen der Kardinäle vor den Augen der Anwesenden vom Camerlengo mit einem silbernen Hammer zerschlagen. Theoretisch soll der Ring in so viele Teile zerschlagen werden, wie es der Anzahl an Kardinälen entspricht. Dies symbolisiert den Übergang der päpstlichen Macht auf das Kardinalskollegium während der Sedisvakanz. Der Stein – falls vorhanden – kann nach der Wahl des Nachfolgers in den Fischerring des neuen Papstes eingearbeitet werden; Papst Benedikt XVI. trug einen Ring ohne Stein. Nach dem Amtsverzicht Papst Benedikts zum 28. Februar 2013 wurde sein Ring durch eine die Ringplatte zertrennende Gravur entwertet, um Missbrauch zu verhindern, auf die vollständige Zerstörung des Rings wurde verzichtet. Im Jahr 2025 wurde der Fischerring bei der letzten Generalkongregation der Kardinäle unmittelbar vor Beginn des Konklaves von einer Frau zerstört.
Benedikts Nachfolger Franziskus wählte keinen Fischerring aus Gold, sondern einen vergoldeten Silberring. Dass ein Papst einen Ring aus Silber wählt, gilt als selten, aber nicht als Einzelfall. Als ungewöhnlich und wohl auch einzigartig wird hingegen die Tatsache angesehen, dass sich Franziskus für einen Ring entschied, der nicht eigens für seine Amtseinführung entworfen, sondern auf der Grundlage eines bereits vorhandenen Ringes angefertigt wurde.
Der Fischerring ist eines der Insignien des Papstes und gehört zu den Pontifikalien; Bischöfe tragen einen Bischofsring, Kardinälen wird bei ihrer Kreierung im Konsistorium vom Papst ein Kardinalsring angesteckt. Traditionsgemäß knien Gläubige zum Zeichen der Achtung und Verehrung vor dem Amt des Papstes als unmittelbarem Nachfolger des heiligen Petrus nieder und küssen den Ring.